# Labadistes
Les Labadistes formaient au XVIIe siècle une communauté chrétienne (ou secte) présente surtout dans les Pays-Bas et en Allemagne. Fondée par le pasteur calviniste français Jean de Labadie et de tendance illuministe elle ne compta jamais plus que quelques milliers de membres et disparut vers 1732.

## Origine et fondation

### Le fondateur

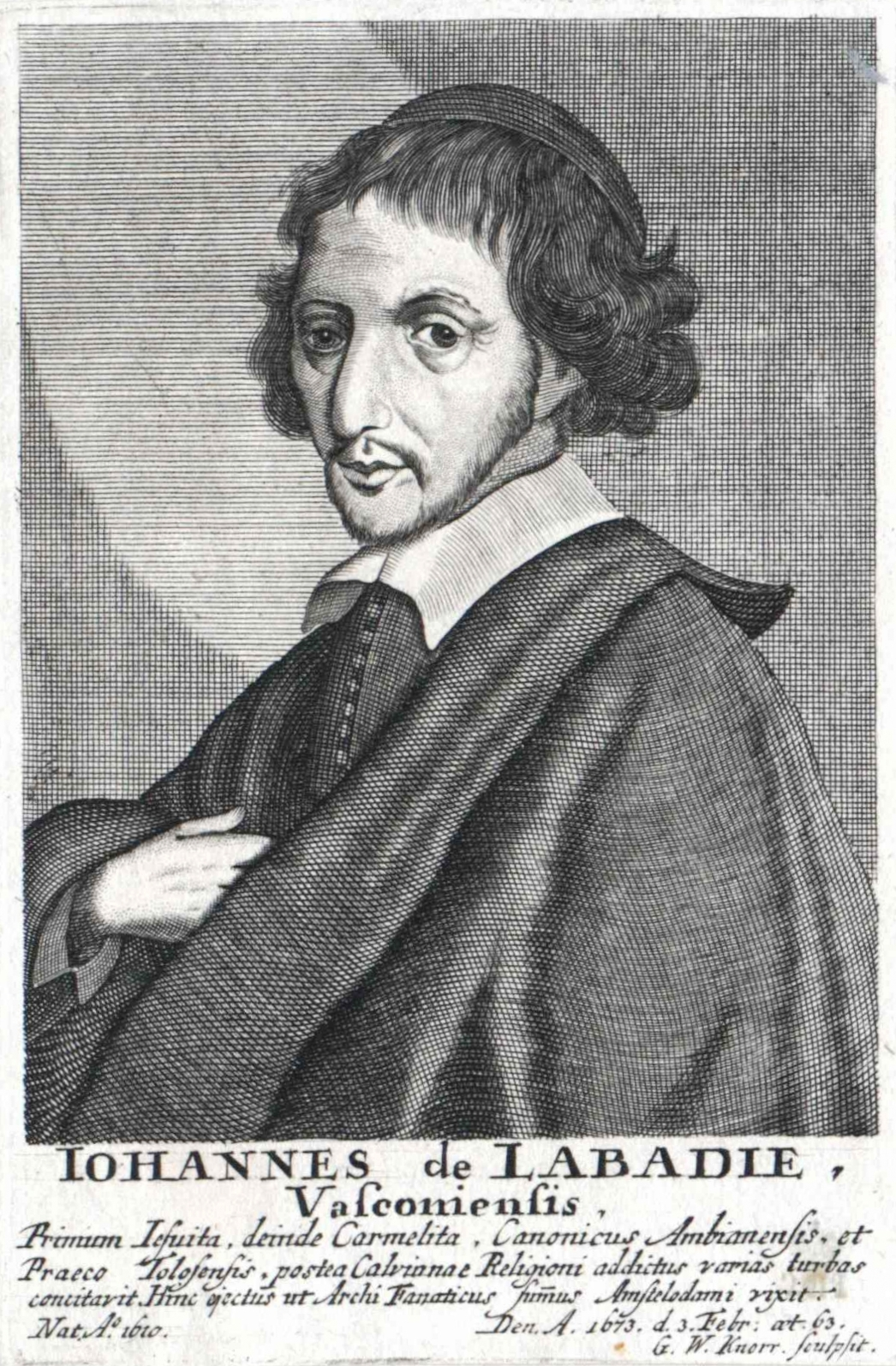
Jean de Labadie, fondateur des Labadistes

Jean de Labadie, d’abord jésuite, dut quitter l’Ordre religieux pour illuminisme. Bon  prédicateur et prêtre exemplaire il eut du succès comme prêtre séculier. A 40 ans, et influencé par la lecture de l’Institution de la religion chrétienne de Jean Calvin il quitte l’Église catholique (1650) et est reçu comme pasteur (calviniste) à Montauban, puis à Orange qu’il doit quitter lorsque la ville fut conquise par Louis XIV.
Invité à Londres, il s’installe plutôt à Genève (1659) où la compagnie des pasteurs l’invite avec insistance. Son éloquence attire du monde et il obtient la citoyenneté de la ville. C’est à Genève qu’il commence à rassembler quelques disciples autour de lui, Pierre Yvon (1646-1707), Pierre Dulignon (mort en 1779), Theodor Untereyk et d’autres. 
Penseur très indépendant Labadie n’est pas plus fidèle à l’orthodoxie calviniste qu’il ne l’était à l’orthodoxie catholique. Il est entrainé dans des controverses avec d’éminents théologiens calvinistes. On lui reproche aussi de former un groupe sectaire chez lui. Aussi répond-il à l’invitation de Anne Marie van Schurman, dont il fait connaissance en 1664, à prendre en charge la communauté calviniste wallonne de Middelbourg, aux Pays-Bas. En juin 1666 il y succède à Jean Le Long. Labadie est accompagné de ses trois disciples, Yvon, Dulignon et Ménuret.
Comme auparavant, à Middelbourg, sa prédication rencontre d’abord le succès, suivi rapidement par la critique des théologiens et autorités religieuses calvinistes. Il est accusé d’illuminisme et d’être un dangereux visionnaire. Lui-même croit de plus en plus que l’avenir du christianisme n’est plus dans de grandes institutions et Églises mais dans de petites communautés ardentes et pleines de vie. Refusant de souscrire à la ‘Confession [protestante] belge’ qu’il juge non conforme aux Saintes Écritures et refusant (1668) de se soumettre au jugement du synode ecclésial, il perd son pastorat de Middlebourg et doit quitter la ville.

### LesLabadistes
En 1669 Labadie fonde alors sa propre communauté chrétienne. Ses membres seront connus comme étant les labadistes.  En quête mystique de la Nouvelle Jérusalem, et refusé partout, son groupe de fidèles (une cinquantaine de personnes et quatre pasteur) est en errance. D’abord à Amsterdam, qu’ils doivent quitter (1670), puis à Herford en Westphalie, avec le soutien de la princesse palatine. À la suite de nouvelles oppositions les labadistes s’installent à Altona (1672), alors au Danemark. C’est là que meurt le fondateur, Jean de Labadie, le 13 février 1674. 
Au nombre de 162 les labadistes déménagent une nouvelle fois pour s’installer au château de Walta, à Wiuwert, en Frise. Une des premières disciples de Labadie Anne Marie van Schurman, femme érudite, pieuse et célibataire, dirige le groupe durant quelques années. Elle meurt à Wiuwert en 1678.
La communauté s’agrandit cependant. Elle attire par la piété de ses membres. En 1692, le nombre de ses adhérents atteint le chiffre de 2508. 
Comme beaucoup de communautés protestantes dissidentes les Labadistes sont tentés par le Nouveau Monde où ils pensent pouvoir, libres de toute contrainte institutionnelle, créer la nouvelle Jérusalem, une communauté chrétienne idéale, totalement fidèle aux Saintes Écritures. En 1692 ils tentent deux installations outremer, l’une au Surinam (colonie néerlandaise), appelée ‘La Providence’ qui est décimée par les maladies tropicales et le manque de ressources et l’autre au Maryland (États-Unis) – Bohemia Manor – qui grandit jusqu’à compter 200 membres avant de décliner, au début du XVIIIe siècle, sous le pouvoir autoritaire du dernier évêque accusé de s’enrichir aux dépens de la communauté. Ce sont des échecs.
Cet échec signale également le déclin de la communauté de Wiuwert. Ses membres diminuent rapidement pour ne former plus qu’une trentaine de labadistes à la mort de Pierre Yvon, en 1707, dernier proche collaborateur de Labadie. Après la mort du dernier prédicateur, en 1732, la communauté des labadistes disparait... Les derniers labadistes auraient rejoint l’Église des Frères moraves.

## Doctrine
On ne peut définir une doctrine labadiste. Toute la pensée du groupe se résume à celle de Jean de Labadie, telle qu’inspirée directement par Dieu à différents moments de sa vie et expliquée dans sa prédication et ses écrits. Il est par conséquent très changeant dans ses opinions. Aussi est-il aussi bien classé (ou accusé...) comme janséniste, quiétiste, adamiste, piétiste et d’une manière générale illuministe ou mystique. 
- A la base de la pensée labadiste se trouve le postulat théologique (présent par ailleurs dans d’autres courants protestants) de la double révélation divine. Dieu se révélé au monde par Jésus-Christ, dans l’Écriture sainte.  Et dans l’illumination intérieure de certains élus (les prophètes) chargés d’interpréter les textes sacrés. Refus de la Tradition interprétative de l’Église et du magistère. L’authenticité de ces prophètes est à chercher dans le témoignage de leur vie personnelle.
- La communauté des labadistes est le peuple des élus, le groupe choisi par Dieu, séparé des autres, la Nouvelle Jérusalem de l’Écriture Sainte. Cette auto-perception conduit caractéristiquement à une attitude sectaire de supériorité spirituelle avec exclusion des autres, par crainte de contamination.
- La pensée labadiste a une forte dimension mystique et eschatologique, de présence active de Dieu à tout moment de la vie, avec soumission quiétiste à sa volonté, dans l’attente du glorieux retour de son Fils.